# Vương tộc Nassau-Weilburg
Nhà Nassau-Weilburg (tiếng Đức: Haus Nassau-Weilburg; tiếng Anh: House of Nassau-Weilburg) là một nhánh của Vương tộc Nassau, cai trị một bộ phận của Bá quốc Nassau, là một nhà nước cấu thành nên Đế chế La Mã Thần thánh, tồn tại từ năm 1344 đến năm 1806.
Vào ngày 17/07/1806, sau khi Đế chế La Mã Thần thánh giải thể, các Bá quốc Nassau-Usingen và Nassau-Weilburg đều gia nhập Liên bang sông Rhine. Dưới áp lực của Napoléon Bonaparte, cả hai bá quốc hợp nhất để trở thành Công quốc Nassau vào ngày 30/08/1806, dưới sự cai trị chung của Thân vương Friedrich August xứ Nassau-Usingen và người em họ trẻ hơn của ông, Thân vương Friedrich Wilhelm xứ Nassau-Weilburg. Vì Friedrich August không có người thừa kế, ông đồng ý để riedrich Wilhelm sẽ trở thành người cai trị duy nhất sau khi ông qua đời. Tuy nhiên, Friedrich Wilhelm đã chết vì ngã trên cầu thang tại Schloss Weilburg vào ngày 09/01/1816 và con trai của ông là Thế tử Wilhelm sau này trở thành công tước của một Nassau thống nhất.
Nhà Nassau là vương tộc cai trị Công quốc Nassau cho đến khi nó bị sáp nhập vào Vương quốc Phổ vào năm 1866. Kể từ năm 1890, vương tộc này cai trị Đại công quốc Luxembourg.

## Tôn giáo
Hai Đại công tước đầu tiên của Luxembourg, Adolphe và Guillaume IV, là những người theo đạo Tin lành, tuy nhiên, giáo phải của hoàng tộc đã thay đổi sau cuộc hôn nhân của Đại công tước Guillaume IV với Marie Anne de Braganza, người theo Công giáo La Mã.

## Thời kỳ đầu
Weilburg đã là tài sản của hoàng gia từ thời Vương triều Meroving. Các Bá tước xứ Lahngau, thuộc dòng Conradines, đã xây dựng một lâu đài ở đó vào năm 906. Năm 912, Nhà thờ Thánh Walpurgis đã được thành lập. Với tư cách là thái ấp của Đế chế, Weilburg từ năm 939 thuộc về Giáo phận vương quyền Worms. Từ năm 1124, các bá tước xứ Nassau giữ chức Vogt (quan giám hộ) của giáo phận Worms. Năm 1255, vùng đất quanh Weilburg được giám mục xứ Worms cầm cố cho các bá tước xứ Nassau. Vua La Mã Đức Adolf xứ Nassau đã mua lại toàn bộ Weilburg cho Nhà Nassau vào năm 1292.

## Sự phát triển vào cuối thời Trung cổ
Quy mô nhỏ và sự thiếu gắn kết của lãnh thổ thuộc dòng Walramian của Nhà Nassau (được đặt theo tên của Walram II), mà Weilburg cũng thuộc về, là vấn đề khó có thể thực hiện thành công chính sách thống nhất lãnh thổ. Điều này đã thay đổi dưới thời Gerlach I, con trai của Adolf xứ Nassau, người đã thành công trong việc mở rộng khu vực Weilburg vào năm 1326 bằng cách nắm giữ thế chấp của lãnh chúa xứ Neuweilnau. Ngoài ra, thông qua cuộc hôn nhân của con trai ông là Johann vào năm 1328, ông đã có được quyền thừa kế các Lãnh địa Merenberg và Gleiberg. Ngoài ra, còn có một nửa Hüttenberger Land và khu vực quản lý của đế quốc ở Wetzlar. Sau khi Gerlach qua đời, vùng đất Walramian được chia cho các con trai của ông. Một dòng dõi dưới thời Adolf I đã hình thành nên dòng Wiesbaden-Idstein lâu đời hơn, tồn tại cho đến năm 1605.
Dòng thứ hai là Nassau-Weilburg, được thành lập năm 1355 dưới thời Johann I. Kết quả là Nassau-Weilburg đã theo đuổi chính sách lãnh thổ thành công. Dưới thời Philip I, Bá quốc Saarbrücken được thêm vào năm 1381, và vào năm 1391 là Lãnh địa Kirchheim và Stauf. Vào năm 1405, các bá tước cuối cùng đã mua được Neuweilnau, cùng với Bingenheim, Reichelsheim, Altershausen, một số vùng của Homburg, Löhnberg, Sonnenberg, Cleeberg và Mensfelden.
Lãnh thổ của Nassau-Weilburg bao gồm Bá quốc Nassau-Weilburg. Chúng bao gồm các quận Weilburg, Weilmünster, Löhnberg, Merenberg, Kleeberg, Atzbach, Miehlen và Reichelsheim. Ngoài ra, còn có Amt Kirchheim, bao gồm các lãnh địa Kirchheim và Stauf. Bá quốc Saarwerden và lãnh địa Alsenz cũng thuộc về Nassau-Weilburg.

## Gallery

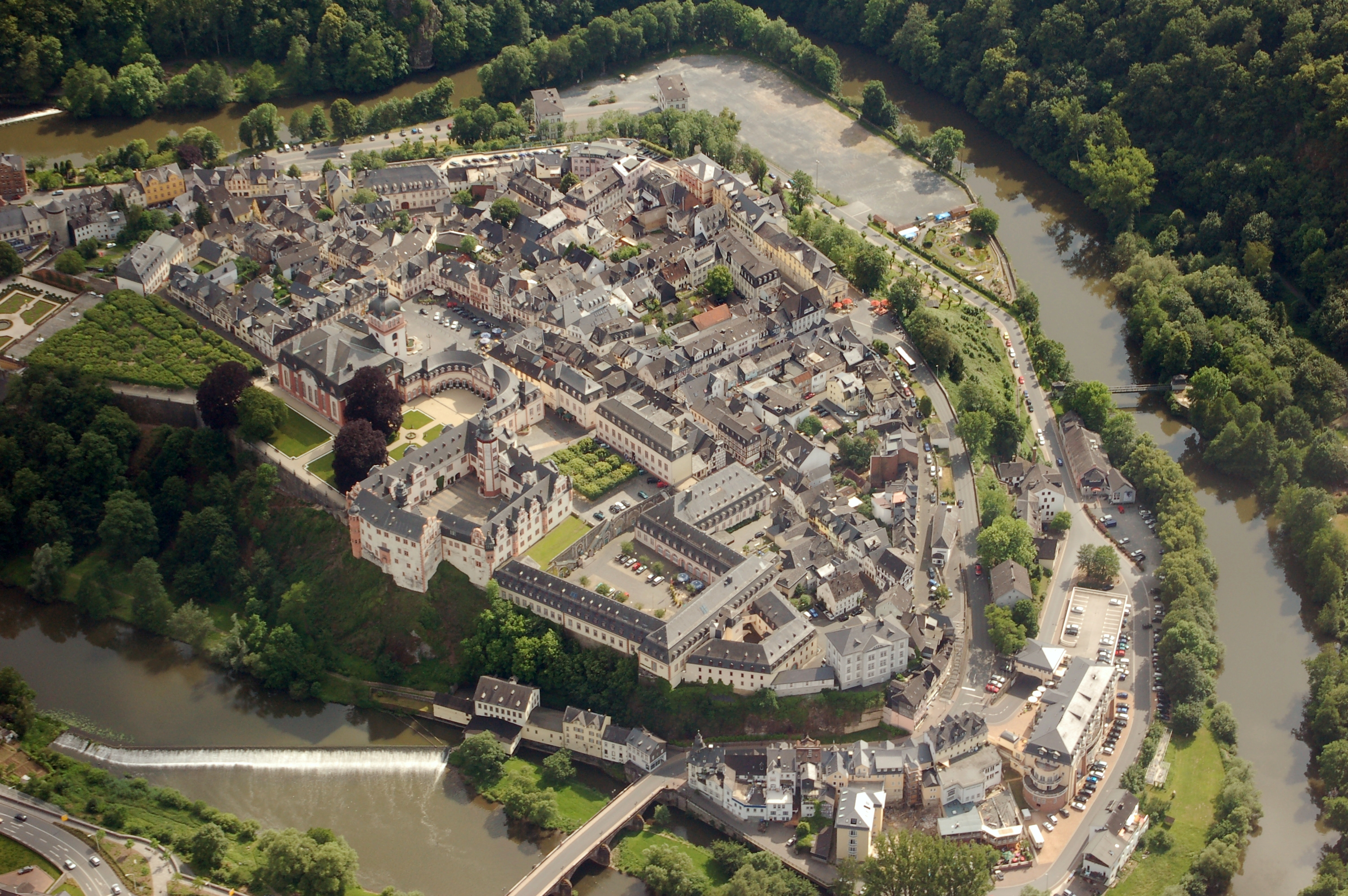
Weilburg
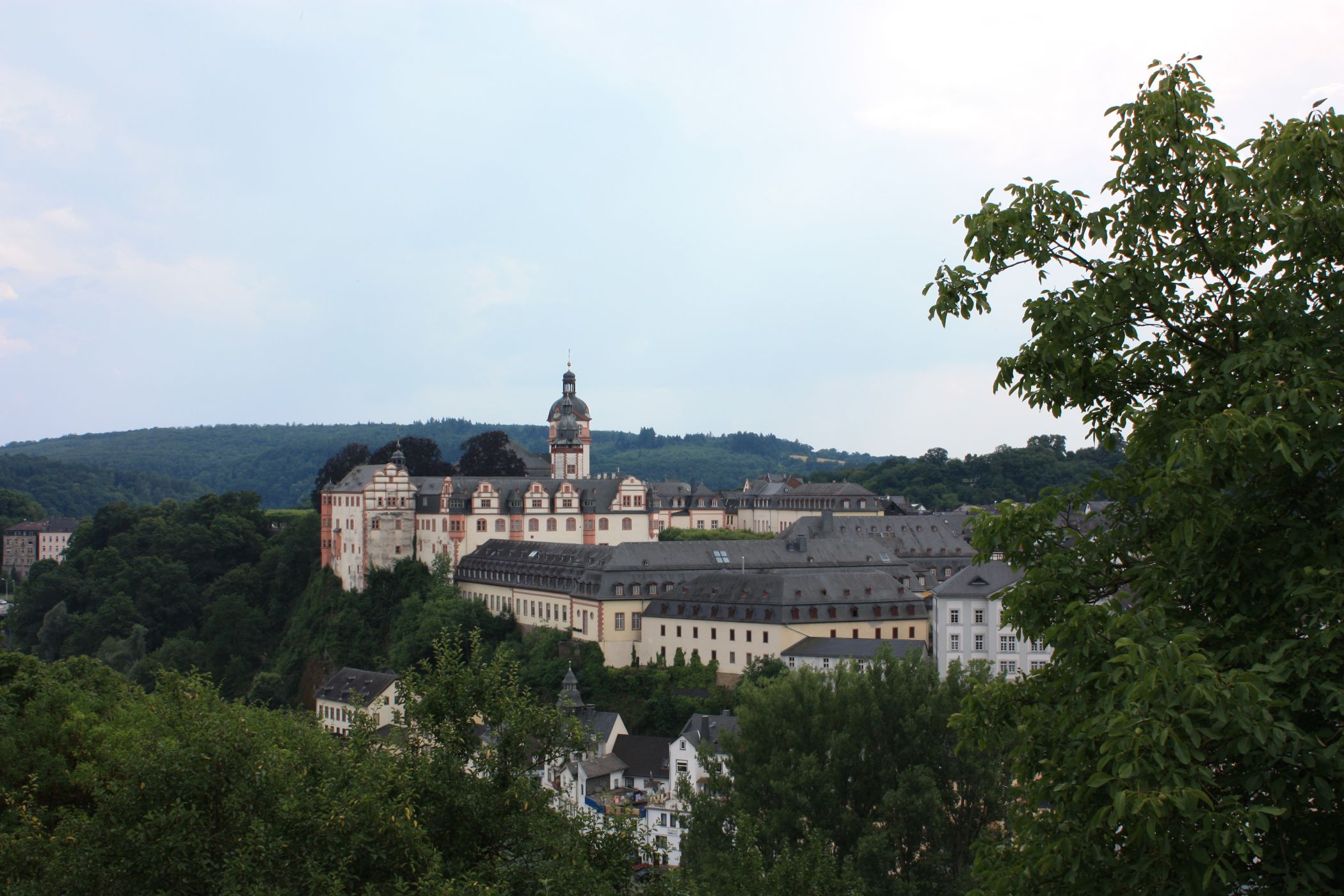
Lâu đài Weilburg
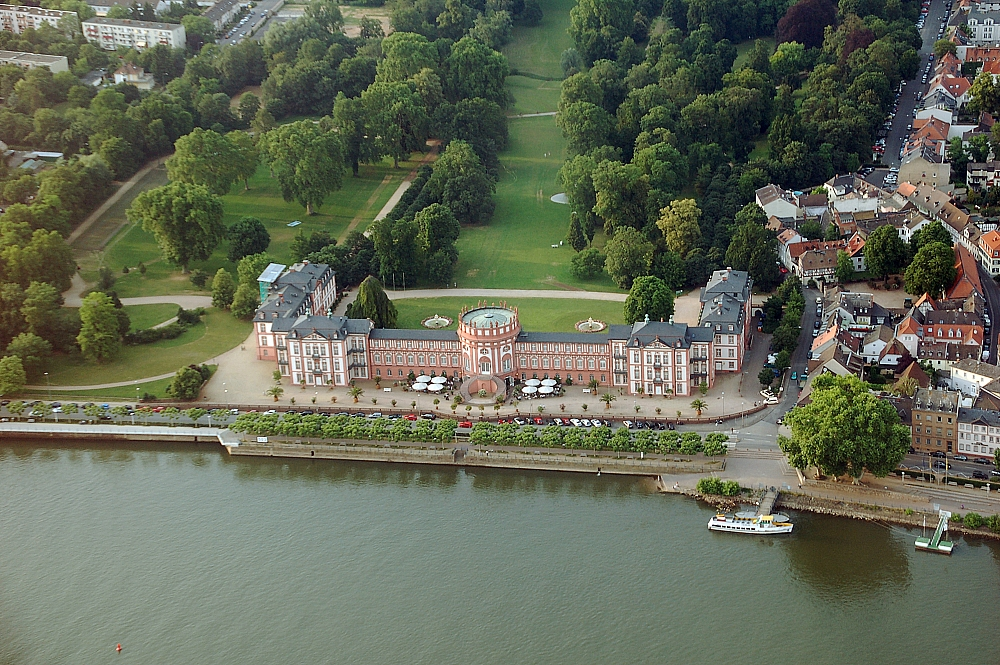
Cung điện Biebrich
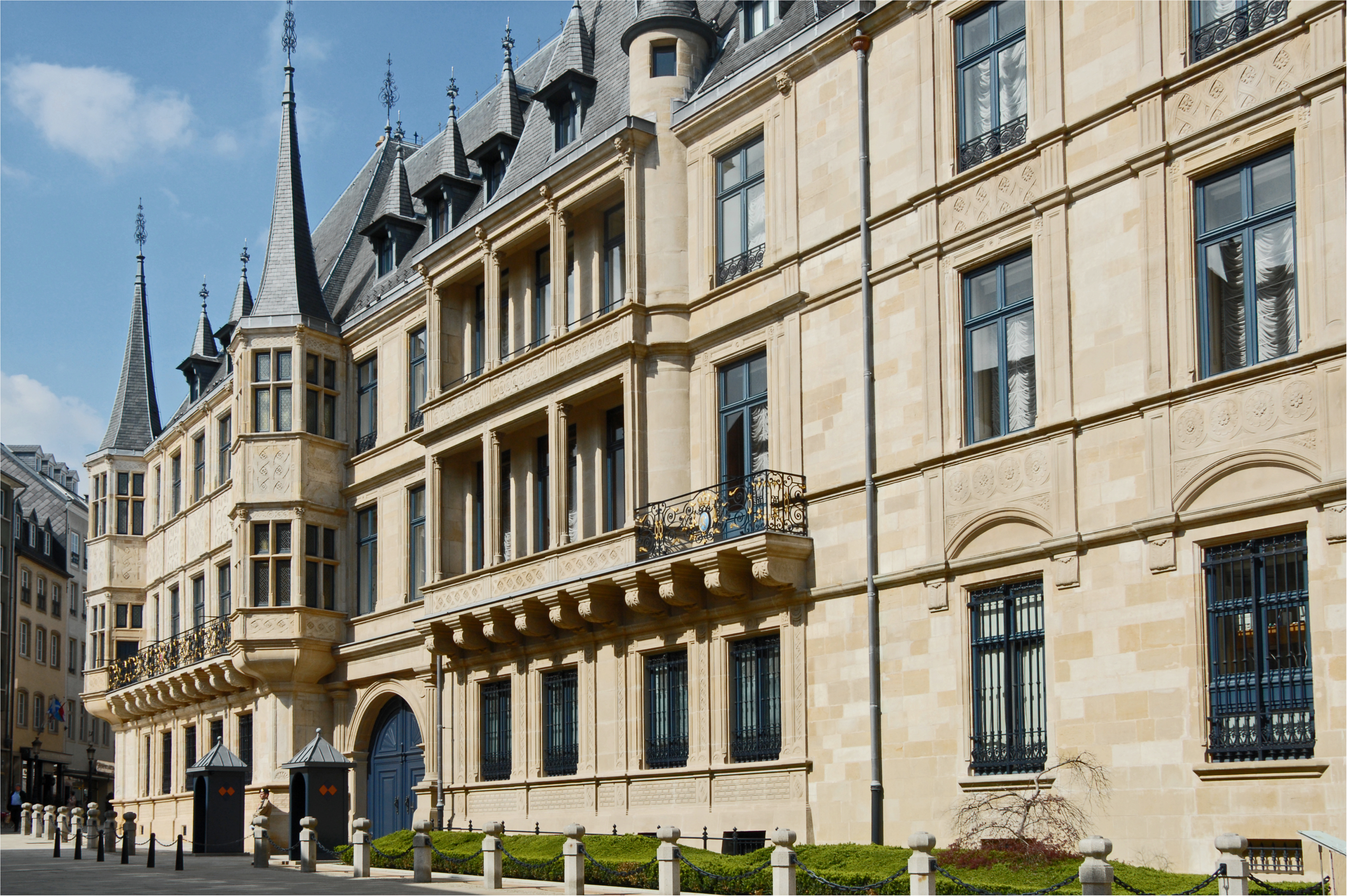
Cung điện Grand Ducal, Luxembourg
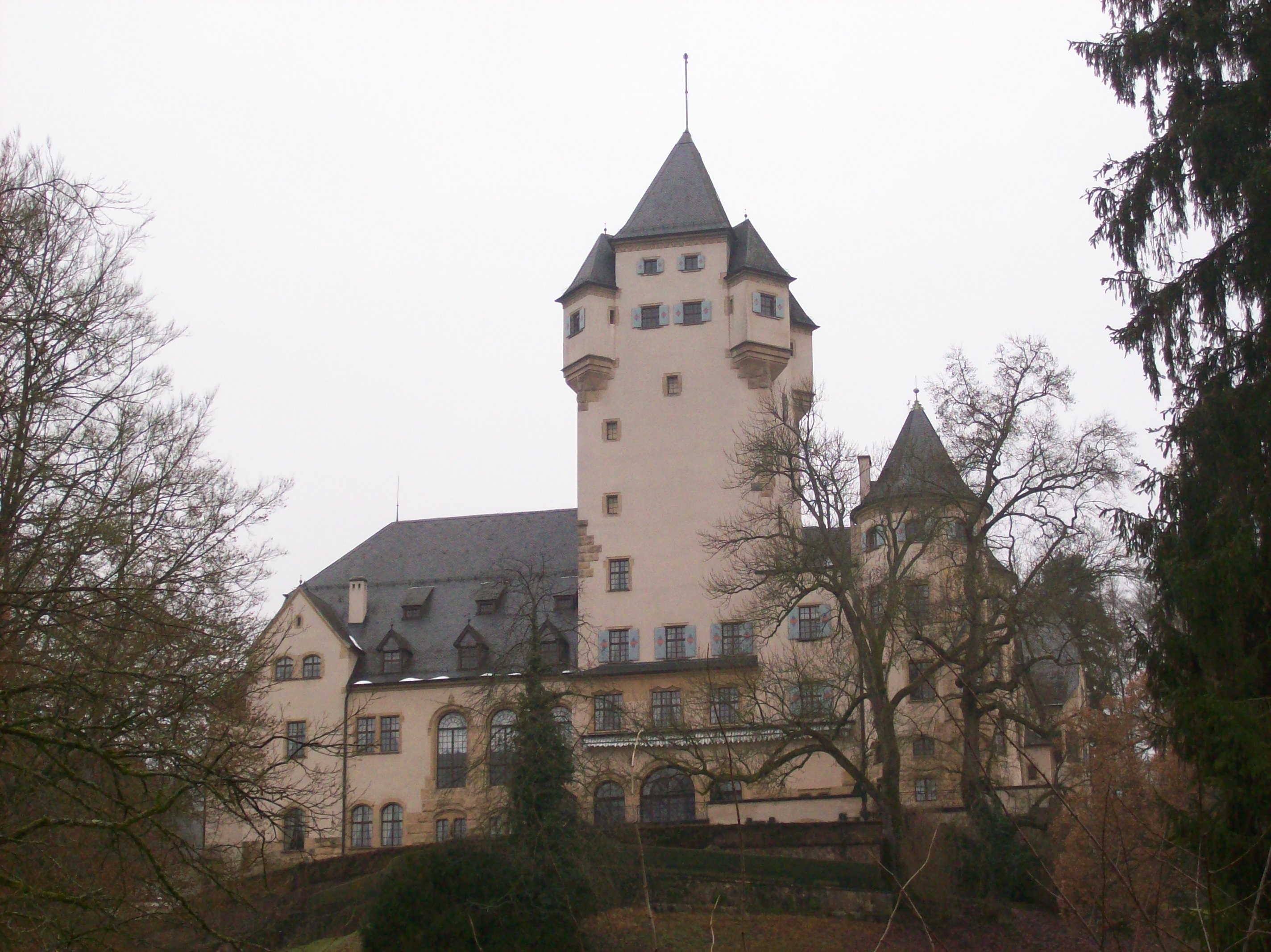
Lâu đài Berg, Luxembourg